# اچ‌ام‌اس البمارل (۱۷۷۹)
اچ‌ام‌اس البمارل (۱۷۷۹) (به انگلیسی: HMS Albemarle (1779)) یک کشتی است که طول آن ۱۲۵ فوت (۳۸٫۱ متر) می‌باشد.